# Katrin Haenselt
Katrin Haenselt-Beilfuß (* 29. Juni 1955 als Katrin Haenselt in Göttingen) ist eine ehemalige deutsche Basketballspielerin.

## Werdegang
Haenselt war 1973 Teilnehmerin der Junioreneuropameisterschaft. Im Erwachsenenbereich kam sie zwischen April 1974 und April 1983 auf 76 Länderspiele für die Bundesrepublik Deutschland. Sie war bei der Europameisterschaft 1978 mit 14,7 Punkten je Turnierspiel die beste Korbschützin der bundesdeutschen Auswahl. Gleich im ersten EM-Spiel gelangen ihr gegen Rumänien 29 Punkte. Bei der EM 1981 wurden für sie 11,6 Punkte je Begegnung vermerkt. Haenselt stand ebenfalls bei den EM-Turnieren 1974 und 1976 im bundesdeutschen Aufgebot.
1977 gewann sie unter der Leitung von Trainer Achim Reiter mit dem TSV Bayer 04 Leverkusen den DBB-Pokal.
1978 wurde Haenselt-Beilfuß in die Europaauswahl berufen und spielte gegen die Sowjetunion in Posen.
Haenselt-Beilfuß lebt in Berlin und arbeitet als Fachärztin für Orthopädie und Unfallchirurgie. Sie ist mit dem ehemaligen Judoka Karl Beilfuß verheiratet.